# Lit (hydrologie)
Pour les articles homonymes, voir Lit.

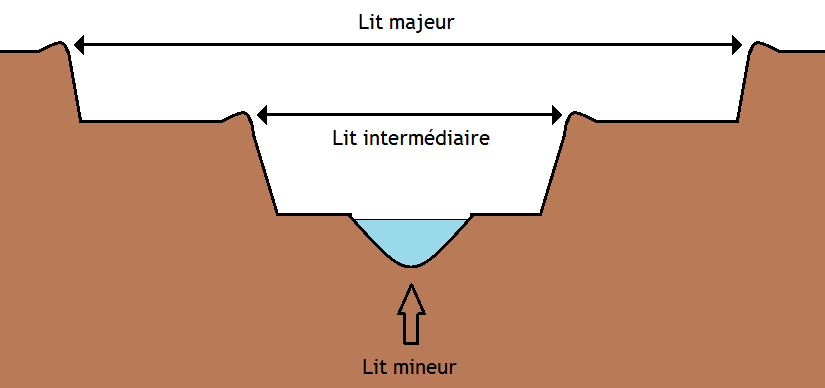
Représentation schématique des lits d'un fleuve.

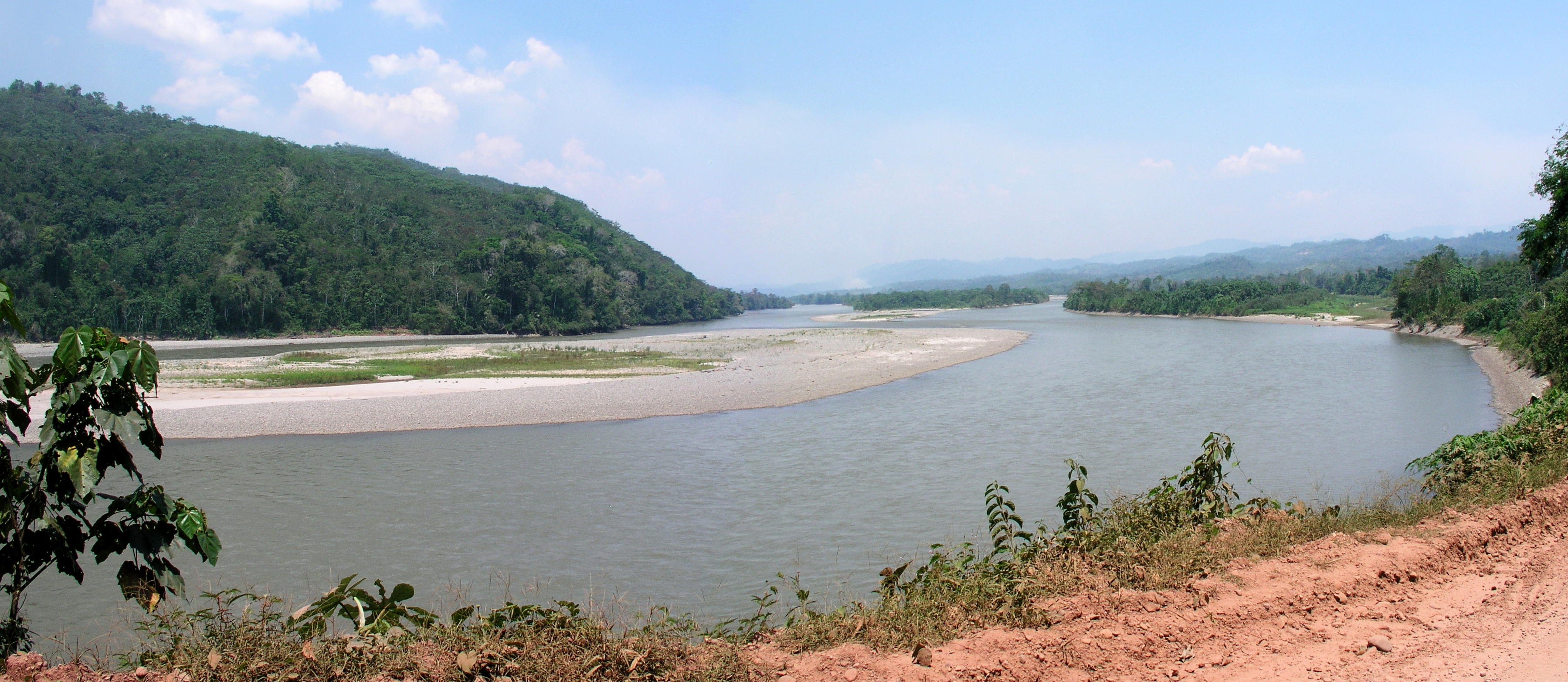
Lit du río Huallaga, près de Balsayacu, Mariscal Caceres, San Martin, Pérou.

En hydrologie, le lit est l'espace occupé par un cours d'eau, de façon permanente ou temporairement. Il comporte :
- Le lit d'étiage, partie du lit qui reste toujours en eau[1].
- Le lit mineur, lit ordinaire ou « lit apparent », est le chenal où l'eau s'écoule habituellement avant débordement. Il peut être occupé en permanence ou de manière saisonnière[2]. Il est souvent limité par des berges.
- Le lit majeur, appelé aussi « plaine d'inondation » ou « lit d'inondation », est la partie adjacente latérale au lit mineur, inondée seulement en cas de crue, le plus souvent sur les deux rives. La bordure extérieure du lit majeur correspond au niveau de la plus grande crue historique enregistrée[2].

On définit encore sur certains cours d'eau un lit moyen, intermédiaire entre le lit mineur et le lit majeur, qui est l'espace occupé par le cours d'eau lors de crues courantes, telles que les crues saisonnières. Selon la taille du lit, on parlera de rivière ou de ruisseau.
Le type de lit d'un cours d'eau peut donc se définir selon le type de crue qui l'affecte.
On attribue à Brunetto Latini, encyclopédiste médiéval, la première utilisation du terme lit pour désigner l'espace occupé par un cours d'eau : « La rivière semble dormir, mais il lui arrive de sortir de son lit. ».

## Description et fonction naturelle
La fonction hydraulique du lit est celle de cuvette. 
Le lit comprend la cuvette ou fond du cours d'eau, et les berges, qui selon les définitions s'étend jusqu'à la limite de la frange végétalisée ou le miroir de la ligne d'eau. L'analyse et la description du lit des rivières relève de l'hydromorphologie. Le lit résulte de l’interaction complexe entre le climat local, la géomorphologie, la végétation et la géologie d'une vallée, ainsi que l'exploitation humaine. Les processus de formation naturels des lits de rivière sont l'érosion et le charriage des sédiments, et la formation des atterrissements (charriage). On décrit le lit majeur des cours d'eau par le relief de leur vallée, qui détermine leur cours. Il s'étend sur le bassin d'expansion crue naturel et la ripisylve. La vallée elle-même n'est pas directement affectée par le lit : elle s'est le plus souvent formée par des actions hydrauliques très anciennes, alors que le lit naturel (hormis l'action de l'Homme) matérialise un équilibre entre les régimes saisonnaux du cours d'eau.
Le terme de « lit » est considéré comme l'infrastructure d'un cours d'eau, notamment dans le domaine de la renaturation ; on l'utilise rarement pour décrire les berges et la cuvette des plans d'eau statiques.

## Formation du lit
La forme du lit résulte de l'attrition du sol par les forces de cisaillement exercées par l'eau en mouvement. La force de charriage de l'eau dépend directement du débit, qui selon la loi de Chézy augmente en même temps que la pente et le rayon hydraulique. Comme le transport de sédiments est maximum en crue, la forme du lit naturel est principalement dictée par ces épisodes : leur fréquence et la distribution de leur écoulement. Le charriage dépend naturellement aussi de la granulométrie des sédiments tapissant le lit de la rivière : les éléments les plus gros (cailloux, rochers) glissent sur le fond, cependant que les éléments fin sont mis en suspension ; les éléments de taille intermédiaires décrivent un mouvement composite entre ces deux états, appelé « saltation. » Les sédiments grossiers se déplacent sur le fond de rivière (charge de fond), tandis que les sédiments fins sont mis en suspension (charge en suspension). La propension des sédiments à être mis en suspension dépend de la charge de l'eau (ou débit solide), c'est-à-dire de la quantité de sédiments qu'elle charrie déjà. Selon la vitesse locale du courant, les sédiments sont tantôt arrachés (érodés) et transportés par l'eau, ou au contraire se redéposent ; Ils subissent ainsi une forme de tri granulométrique au gré des pointes de débit. Les berges freinent plus ou moins l'eau selon leur rugosité. On peut montrer en hydraulique que pour une pente donnée, une rivière étroite et profonde présente une vitesse moyenne plus élevée qu'une rivière large ; de sorte que pour une pente du fond et une profondeur donnée, il existe une largeur optimale, qui maximise la vitesse. Mais un lit naturel très large ne présente jamais un fond parfaitement plat ; d'infimes irrégularités suffisent à engendrer, avec le temps, des aterrissements, voire des îles. La végétation influe elle-même sensiblement sur la rugosité. La dynamique du lit d'une rivière dépend donc essentiellement du climat (volume et fréquence des précipitations) et du régime hydrologique (qui déterminent le débit), de la géologie du bassin versant (par la résilience des roches et la granulométrie qui en résulte).

## Classification géomorphologique des rivières

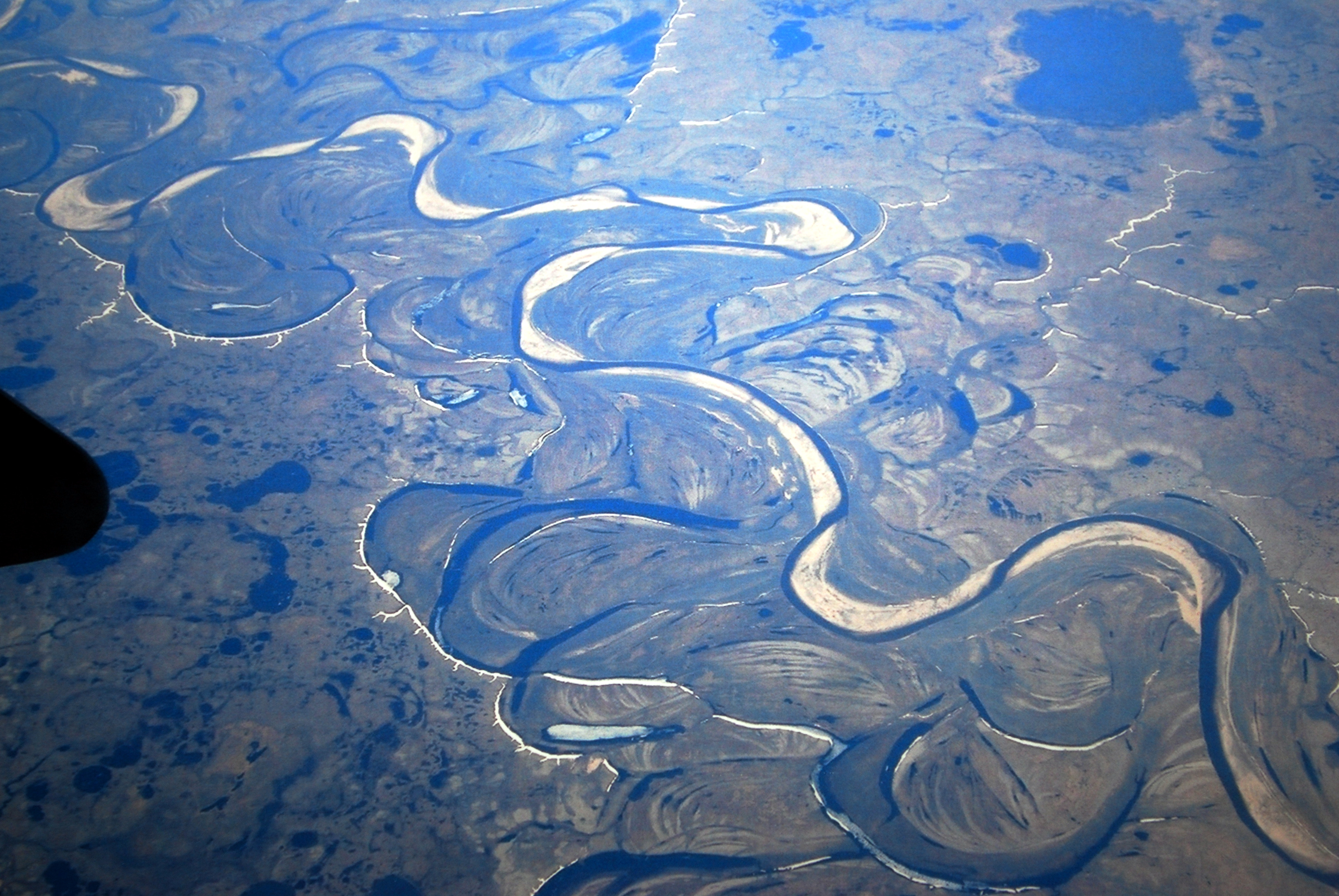
Divagation d'un lit à méandres en Iamalie, Sibérie

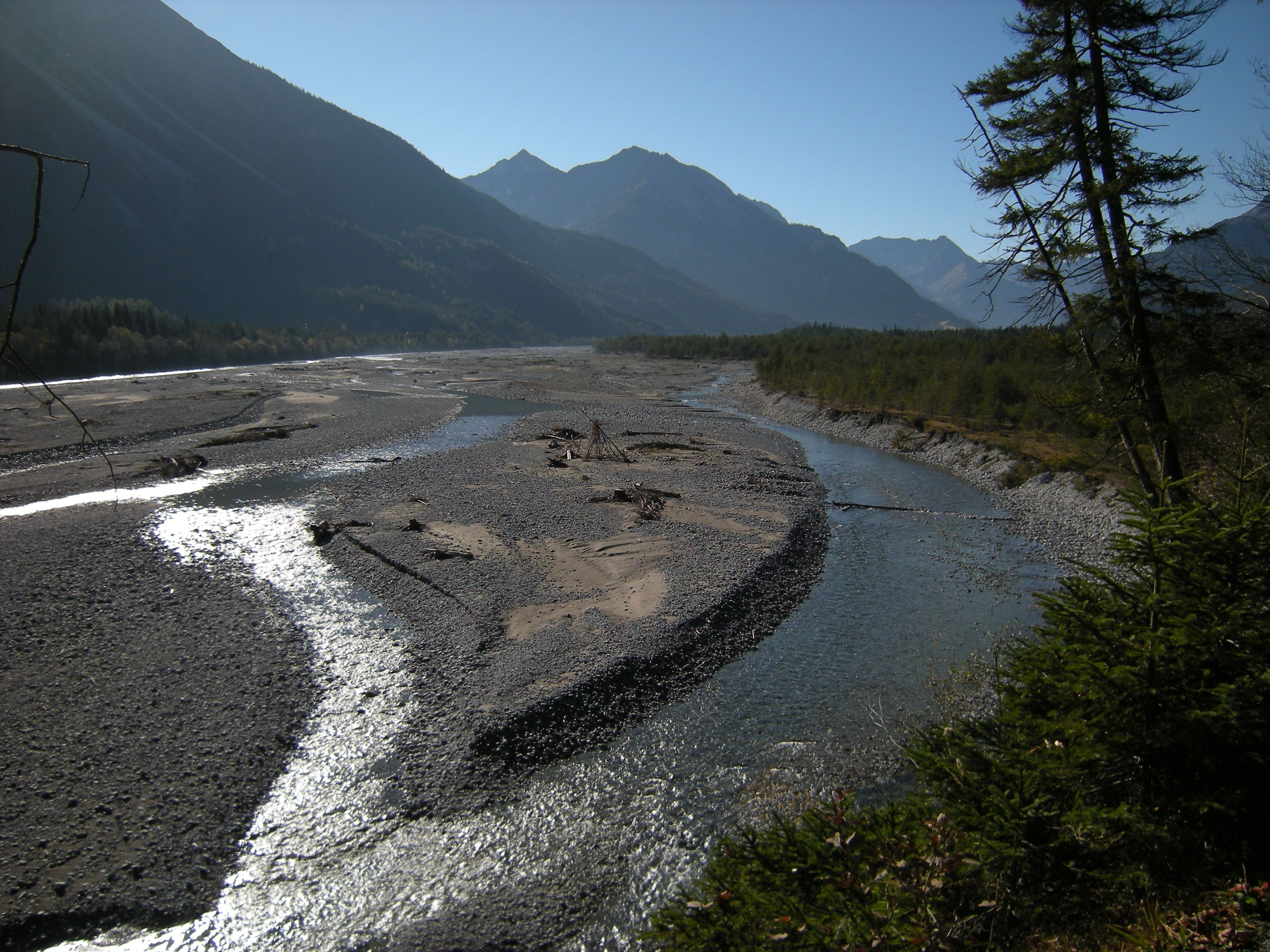
Lit en tresses, fragmenté en casiers stables : la Lech en Autriche

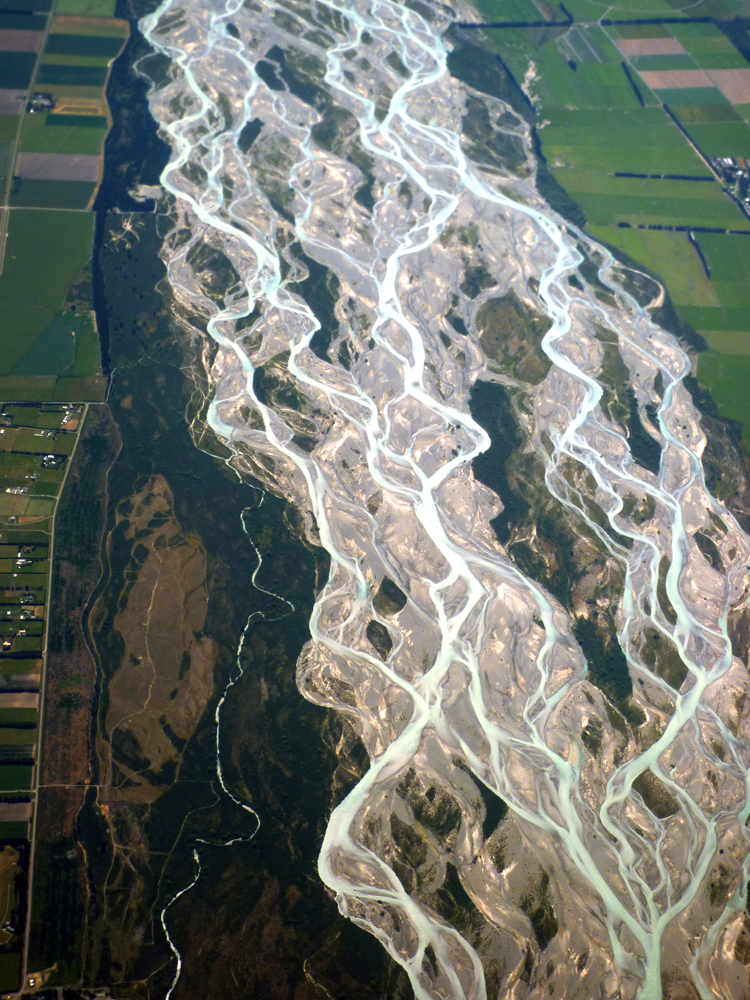
Lit filamentaire du Rakaïa, en Nouvelle-Zélande

L'interaction entre érosion et accumulation de sédiments peut produire des lits de formes très variables :
lit méandreuxc'est de loin le type le plus courant. Lorsque la pente du fond est inférieure à 2%, les irrégularités et coudes des berges tendent à s'accentuer par érosion : l'eau déviée s'accélère localement à l'extérieur des courbes et redépose les sédiments qu'elle charrie lorsqu'elle rejoint le jet central de la rivière, où sa vitesse décroît vers la vitesse moyenne. Il se crée ainsi des dépôts stables à l'intérieur des coudes. Par ce mécanisme, les irrégularités se creusent et le lit  se met à serpenter selon des boucles. Il peut advenir à un certain stade que deux boucles successives se recouvrent partiellement jusqu'à ce que la berge qui les séparait soit entièrement érodée par le courant. Il y a résorption de méandres : les courbes envasées deviennent des laisses marécageuses, qui vont évoluer en prairie.
lit en tresseslorsque la pente du fond dépasse 2%, les sédiments grossiers eux-mêmes sont emportés par le courant et se redéposent là où l'accélération du courant diminue au point de ne plus compenser le poids des matériaux charriés. Les sédiments forment des bancs sableux et atterrissements qui, en formant des points d'arrêts au courant, deviennent de véritables îlots. Entre les îlots, les filets d'eau rectilignes creusent des sillons interconnectés, et dessinent en plan un réseau ponctué d’atterrissements en forme caractéristique de parallélogrammes.
lit rectilignece type est plutôt rare et ne concerne que les biefs, ou tronçons de rivières, assez courts (environ 10 fois la largeur moyenne du cours d'eau). Lorsque la pente du fond devient très grande (plus de 4%) la force de charriage de l'eau est si élevée que plus aucun sédiment ne se redépose localement : il en résulte un tracé droit épousant la ligne de plus grande pente du thalweg ; ce genre de tracé peut aussi se former, à l'opposé, pour des pentes de fond quasi-nulles, mais lorsque les sédiments sont extrêmement fins (rigoles de certains étangs).
En pratique, un même cours d'eau peut, suivant le relief et la nature des bassins sédimentaires qu'il traverse, présenter en alternance l'un ou l'autre de ces tracés, et il existe des zones transitionnelles, pour lesquelles ont parle par exemple de « lit filamentaire » ou de « lit anastomosé ».

## Cours d'eau types
Outre la classification des cours d'eau par leur tracé en plan, bien d'autres aspects taxonomiques ont été développés à leur sujet : la classification de Montgomery et Buffington a, par exemple, connu une certaine vogue pour la description des ruisseaux, ; elle consiste à classer les cours d'eau par le sol où elles ont creusé leur lit :
- dans des gorges rocheuses (bedrock). Le ruissellement sur fond rocheux produit une élévation du niveau de l'eau et une accélération du courant jusqu'à creuser des gorges encaissées.
- dans des coulées rocheuses : l'eau qui draine les colluvions (qui ne sont pas le produit d'un quelconque charriage) se forme en torrents et ruisseaux.
- dans des alluvions : les grandes rivières de plaine sont pratiquement toutes de type alluvionnaire.

## Armure et pavage du fond du lit
Les géomorphologues parlent d'armure et du pavage du fond du lit (ou de lit armuré et de lit pavé) lorsque le lit peut être fréquemment en mouvement ou ne l'est que lors d'épisodes rares.